# J'ai rencontré l'homme de ma vie
J'ai rencontré l'homme de ma vie est une chanson québécoise interprétée par Diane Dufresne, écrite par Luc Plamondon et composée par François Cousineau en 1972. Elle figure sur l'album Tiens-toé ben, j'arrive! et est le premier grand succès de la chanteuse.
La voix masculine de la chanson est celle de François Cousineau. Dans la reprise pour l'album Les Grands Succès, c'est Robert Charlebois qui prête sa voix.
La chanson a été reprise par Fabienne Thibeault, puis par Marie-Pierre Arthur pour l'album Intemporelle.